# Capacité d'ingestion
La Capacité d'ingestion (CI) est l'aptitude d'un animal à consommer plus ou moins un aliment distribué à volonté. On parle de MSVI : Matière Sèche Volontairement Ingérée (en kg).
Elle est liée à l'ingestibilité des aliments.

Elle varie avec l'espèce, le poids vif, l'état physiologique (gestation, lactation, croissance), le niveau de production (nombre de kg de lait, GMQ), et les besoins énergétiques de l'animal. D'autres facteurs sont le type génétique, la fréquence des repas, la température, la quantité d'eau à disposition, l'équilibre de la ration, les troubles digestifs ou métaboliques ou encore le stress que peut subir l'animal.
On l'exprime en UE : Unité d'Encombrement, 1 UE correspond à l'encombrement d'1 kg d'herbe étalon (herbe jeune de pâturage ayant une dMO de 0,77) dans le rumen. Attention, cela ne concerne que les animaux ruminants et les aliments fibreux (fourrages) !
On parle de VEF : valeur d'encombrement du Fourrage, qui vaut 1 / ingestibilité. La VEF de l'herbe étalon est de 1 UE.

## Référence
- Nutrition et alimentation des animaux d'élevage, de Carole Drogoul, Raymond Gadoud, Marie-Madeleine Joseph, Roland Jussiau.